# Tiropita
La tiropita (< τυρί 'formaggio' + πίτα 'torta') è una torta tradizionale della cucina greca.
Si tratta di una torta con un ripieno di feta, uova e condimenti. Il ripieno viene avvolto in strati di sfoglia phyllo con burro e/o olio d'oliva in una padella grande da cui si tagliano le porzioni individuali. Al termine della cottura assume una colorazione dorata.
In Grecia è per lo più mangiato come spuntino e costituisce un'alternativa alla spanakopita.
Nei ristoranti può venire servito con tzatziki e insalata greca. È divenuto un piatto popolare nei ristoranti greci di tutto il mondo e viene servito come pasto leggero o come antipasto.